# Anarquismo y Friedrich Nietzsche
La relación entre el Anarquismo y Friedrich Nietzsche ha sido ambigua. Aunque Friedrich Nietzsche criticó el anarquismo, su pensamiento ha tenido influencia en el mismo. Así "Existieron muchas cosas que atrajeron a los anarquistas a Nietzsche: su odio al estado; su aversión al comportamiento absurdo de las ´hordas´; su anticristianismo; su desconfianza del efecto tanto del mercado como del estado en la producción cultural; su deseo por un Übermensch -eso es; por un nuevo humano que no debía ser ni amo ni esclavo."

## Panorama general
En el siglo XIX, Nietzsche fue frecuentemente asociado con los movimientos anarquistas, pese al hecho de que en sus escritos él parece tener un punto de vista negativo de los anarquistas. Esto puede ser el resultado de una asociación popular durante este periodo entre sus ideas y las de Max Stirner.
Spencer Sunshine escribe que "Existieron muchas cosas que atrajeron a los anarquistas a Nietzsche: su odio al estado; su aversión al comportamiento absurdo de las ´hordas´; su anticristianismo; su desconfianza del efecto tanto del mercado como del estado en la producción cultural; su deseo por un Übermensch -eso es; por un nuevo humano que no debía ser ni amo ni esclavo." su elogio del Yo extasiado y creativo, con el artista como prototipo, el cual podía decir, 'Sí' a la autocreacion de un nuevo mundo con base en nada; y su puesta en adelante de una 'transvaluacion de valores' como fuente de cambio, en oposición a la concepción marxista de lucha de clases y a la dialéctica de una historia linear."
Para Sunshine "La lista no se limita a anarquistas orientados hacia la cultura como Emma Goldman, quien dio docenas de charlas sobre Nietzsche y lo bautizó como anarquista honorario. Anarquistas pro-Nietzsche también incluyen miembros de la CNT–FAI en los 1930s como Salvador Seguí y Federica Montseny; militantes anarcosindicalistas como Rudolf Rocker; e inclusive el joven Murray Bookchin, quien citó la concepción de Nietzsche de la "tranvaluación de los valores" en apoyo del proyecto anarquista en España." También, en los círculos anarcoindividualistas europeos, su influencia es clara en activistas/pensadores como Emile Armand y Renzo Novatore entre otros. También influyó al anarquista existencialista Albert Camus y más recientemente en la Anarquía postizquierda en escritores como Hakim Bey y Wolfi Landstreicher así como al filósofo anarquista francés contemporáneo Michel Onfray.

## Max Stirner y Nietzsche
Max Stirner fue parte del grupo de jóvenes hegelianos cuyo "nombre aparecen con regularidad familiar en los escritos históricos sobre el pensamiento anarquista como uno de los más tempranos y mejor conocidos exponentes del anarcoindividualismo." En 1844 su El único y su propiedad fue publicado lo cual es considerado "un texto fundante en la tradición del anarcoindividualismo".

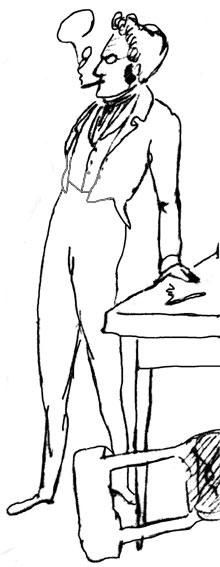
Caricatura de Max Stirner, realizada por Friedrich Engels.

Las ideas de los filósofos alemanes del siglo XIX Max Stirner y Friedrich Nietzsche han sido comparadas a menudo y muchos autores han discutido sobre las aparentes similitudes entre sus escritos, incluso en algunos casos sugiriendo una posible influencia de Stirner sobre Nietzsche. En Alemania, durante los primeros años de la figura de Nietzsche como personalidad conocida, el único pensador discutido en conexión con sus ideas más a menudo que Stirner fue Schopenhauer. Es muy probable que Nietzsche leyó sobre el libro de Stirner El Único y su Propiedad de 1845, el cual fue mencionado en el libro de Friedrich Albert Lange Historia del Materialismo (1866) y en el libro de Eduard von Hartmann Filosofía del Inconsciente (1869), trabajos que Nietzsche conocía muy bien. Por otro lado no existe una irrefutable indicación de que él en realidad lo leyera, en tanto que no se conoce que exista ninguna mención de Stirner en ningún lugar de las publicaciones, ensayos o correspondencias.
De todas formas tan pronto como el trabajo de Nietzsche comenzó a alcanzar una audiencia más amplia la cuestión de si él había o no sido influido por Stirner fue levantada. Tan temprano como 1891 (mientras Nietzsche estaba todavía vivo, aunque incapacitado por una enfermedad mental) Eduard von Hartmann llegó a sugerir que él había plagiado a Stirner. Para la llegada del siguiente siglo la creencia de que Nietzsche había influido a Stirner estaba tan expandida que se hizo común, por lo menos en Alemania, motivando a un comentarista notar en 1907 que "La influencia de Stirner en la Alemania moderna ha asumido proporciones sorprendentes, y se mueve en paralelo general con aquel de Nietzsche. Los dos pensadores son vistos como exponentes de esencialmente la misma filosofía".
De todas formas, desde el comienzo de lo que fue caracterizado como un "gran debate" sobre el tema de la posible influencia sobre Nietzsche - positiva o negativa - problemas serios con la idea fueron notados. Para la mitad del siglo XX, si Stirner era mencionado en los trabajos sobre Nietzsche, la idea de la influencia era a menudo desechada de plano o abandonada como incapaz de poderse responder.
Pero la idea de que Nietzsche fue influido en alguna forma por Stirner continúa atrayendo a una minoría significativa, tal vez debido a que parece necesario explicar en alguna forma razonable la a menudo notada (aunque posiblemente superficial) similitud entre sus escritos. De todas formas, los más significativos problemas con la teoría de la posible influencia de Stirner sobre Nietzsche no está limitada a la dificultad en establecer si Nietzsche había leído a Stirner. Esto también consiste en establecer precisamente como y porqué Stirner en particular pudo haber sido una influencia significativa en una persona tan leída como Nietzsche.

## Anarcoindividualismo

### Anarquismo individualista estadounidense
Stirner y Nietzsche fueron frecuentemente comparados por anarquistas franceses e interpretaciones anarquistas de ideas nietzschechianas que parecen haber sido influenciales en los Estados Unidos Un investigador nota que "Así, traducciones de los escritos de Nietzsche en los Estados Unidos muy probablemente aparecieron primero en Liberty, la publicación anarquista editada por Benjamin Tucker." Añade que "Tucker prefirió la estrategia de explotar sus escritos, pero lo hizo con cuidado: 'Nietzsche dice cosas espléndidas, - a menudo, y sí, cosas anarquistas, - pero el no es anarquista. Es entonces cosa de los anarquistas, el explotar intelectualmente a este cuasi-explotador. Puede ser utilizado rentablemente, pero no como profeta.

### Anarquismo individualista europeo

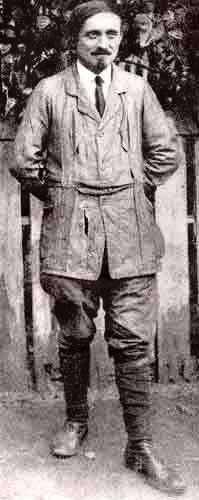
Émile Armand.

En el anarquismo individualista europeo su influencia fue más fuerte. Así el anarcoindividualista y propagandista del amor libre francés Emile Armand escribe en una mezcla de lenguaje stirneriano y nietzschechiano cuando describe a los anarquistas como aquellos que "Ellos son pioneros que no están adheridos a un partido, son inconformistas, que se paran fuera de la moralidad de la manada y el "bien" y el "mal" convencional "a-social" a "especie" aparte, uno podría decir. Ellos van adelante, tropezándose, algunas veces cayéndose, algunas veces triunfando, algunas veces vencidos. Pero ellos van hacia delante, y por medio del vivir para ellos mismos, estos "egoístas", ellos escarban el surco, abren el broche a través del cual pasaran aquellos que niegan al arquismo, los únicos que los sucederán."
El anarcoindividualista e ilegalista italiano Renzo Novatore también fue fuertemente influido por Nietzsche. "Escrito alrededor de 1921, Hacia la Nada Creadora, en la cual visiblemente se palpa los efectos de la influencia de Nietzsche en el autor, ataca al cristianismo, al socialismo, la democracia, al fascismo uno tras otro, mostrando la destitución material y espiritual en estos" En este ensayo poético el escribe "Hay cosas grandes tanto en el bien como en el mal. ¡Pero nosotros vivimos más allá del bien y del mal, porque todo aquello que es grande pertenece a la belleza!" y "También el espíritu de Zaratustra – el más auténtico amante de la guerra y el más sincero amigo de los guerreros – tuvo que permanecer bastante asqueado e indignado puesto que alguno lo sintió exclamar: “Vosotros deberéis ser para mí aquellos que tienden sus miradas en busca del enemigo de vuestro enemigo. Y en algunos de vosotros el odio se manifiesta en la primera mirada. Vosotros deberéis buscar a vuestro enemigo, combatir vuestra guerra, ¡y eso por vuestras ideas! Y si vuestra idea sucumbe, ¡que vuestra rectitud grite al triunfo!”. Pero, ¡ay! La predicación heroica del bárbaro liberador ¡no valió de nada!."

### Anarquismo individualista en América Latina
El historiador anarquista Angel Cappelletti reporta que en la Argentina "Entre los trabajadores llegados de Europa en las dos primeras décadas del siglo, había curiosamente varios individualistas stirnerianos influidos por la filosofía de Nietzsche, que veían al sindicalismo como un potencial enemigo de la ideología anarquista. Constituyeron...grupos de afinidad que en 1912 llegaban, según Max Nettlau, al número de veinte. En 1911 apareció, en Colón, el periódico El Único, que se auto definía como ´Publicación individualista´".
Biófilo Panclasta, fue un escritor, activista político y anarquista individualista colombiano. Panclasta fue influido en su pensamiento tanto por Nietzsche como por Stirner.

## Anarcosindicalistas y anarcocomunistas
La publicación anarquista estadounidense Anarchy: A Journal of Desire Armed reporta que el anarquista alemán Gustav Landauer en su "trabajo principal Por el Socialismo, esta también claramente influenciado por ideas nietzschechianas." Rudolf Rocker era otro claro admirador de Nietzsche. Un proponente del anarcosindicalismo, "Rocker invoca a Nietzsche repetidamente en su tomo Nacionalismo y cultura, citando especialmente para apoyar sus afirmaciones sobre que el nacionalismo y el poder del estado tienen una influencia destructiva sobre la cultura debido a que 'La cultura es siempre creadora', pero 'el poder nunca es creador.' Rocker inclusive termina su libro con una cita de Nietzsche." Rocker comienza Nacionalismo y cultura usando la teoría de la voluntad de poder de Nietzsche para refutar al marxismo cuando dice que "mientras más profundamente rastreamos las influencias políticas en la historia, más estamos convencidos que la voluntad de poder ha sido hasta ahora uno de los motivos más fuertes en el desarrollo de las formas sociales humanas. La idea de que todos los eventos humanos y políticos son tan solo el resultado de las condiciones económicas dadas y pueden ser explicadas por éstas no puede soportar la consideración cuidadosa." Rocker también tradujo Así habló Zaratustra al yidis.
Spencer Sunshine manifiesta que "anarquistas españoles también mezclaban su política clasista con inspiración nietzschechiana. Murray Bookchin, en Los anarquistas españoles, describe al prominente miembro de la CNT-FAI Salvador Seguí como 'admirador del individualismo de Nietzsche, del concepto de Übermensch al que 'todo está permitido'. Bookchin, en su introducción al libro de Sam Dolgoff Los Colectivos Anarquistas, incluso describe la reconstrucción de la sociedad por los trabajadores como un proyecto nietzschechiano. Bookchin dice que 'los trabajadores deben verse a sí mismos como seres humanos, no como seres de clase; como personas creativas, no como proletarios, como seres autoafirmantes, no como masas...(el) componente económico debe ser humanizado precisamente por medio de traer una afinidad de amistad al proceso de trabajo, por medio de disminuir el rol del trabajo oneroso en las vidas de los productores, en si una total transfifuracion de valores (para usar la frase de Nietzsche) en tanto aplica a la producción y el consumo tanto como a la vida social y personal."
Alan Antliff documenta en "(I Am Not A Man, I Am Dynamite) como el crítico de arte y antimperialista hindú Ananda Coomaraswamy combinó el individualismo y el sentido de renovación espiritual de Nietzsche con la economía de (Pedro) Kropotkincon el pensamiento idealista religioso asiático. Esta combinación fue ofrecida como base para la oposición a la colonización británica así como a la industrialización"

## Anarcofeminismo
Aunque su misoginia ha sido notada, Nietzsche ganó la admiración de dos importantes anarco-feministas. Este es el caso de Emma Goldman y Federica Montseny.

### Emma Goldman
La anarquista lituano-estadounidense Emma Goldman "estaba profundamente influenciada por él, tanto así que todos los libros de Nietzsche podían ser ordenados por correo a través de su revista Mother Earth"
 El punto de vista de Emma Goldman sobre Nietzsche puede ser resumido cuando ella manifiesta en su autobiografía Living My Life "Yo señale que Nietzsche no era un teórico social sino un poeta, un rebelde e innovador. Su aristocracia no era ni de nacimiento ni del bolsillo; era una del espíritu. Es este aspecto Nietzsche era un anarquista, y todos los verdaderos anarquistas fueron aristócratas" y "En Viena una podía escuchar interesantes charlas sobre la prosa y poesía moderna alemana. Una podía leer los trabajos de los jóvenes iconoclastas en el arte y las letras, siendo Nietzsche el más atrevido entre ellos. La magia de su lenguaje, la belleza de su visión, me llevó a cumbres no soñadas. Yo anhelaba devorar cada uno de sus escritos, pero era demasiado pobre para poder comprarlos." Emma Goldman fue hasta el punto de "bautizar" a Nietzsche como "anarquista honorario". Goldman "siempre combino su defensa del individuo autocreador con una especie de anarcocomunismo kropotkiniano."
Goldman además en su famosa colección de ensayos titulado Anarquismo y Otros ensayos en el ensayo introductorio defiende tanto a Nietzsche como a Max Stirner de los ataques de otros anarquistas cuando afirmó que "la más descorazonadora tendencia común entre los lectores es el sacar una oración de un trabajo, como criterio de las ideas de un escritor o personalidad. Federico Nietzsche, por ejemplo, es denunciado como un odiador del débil debido a que el creía en el Uebermensch. No se les ocurre a los superficiales intérpretes de esa mente gigante que esta visión del Uebermensch también llamaba a un estado de sociedad el cual no dará nacimiento a una raza de débiles y esclavos"

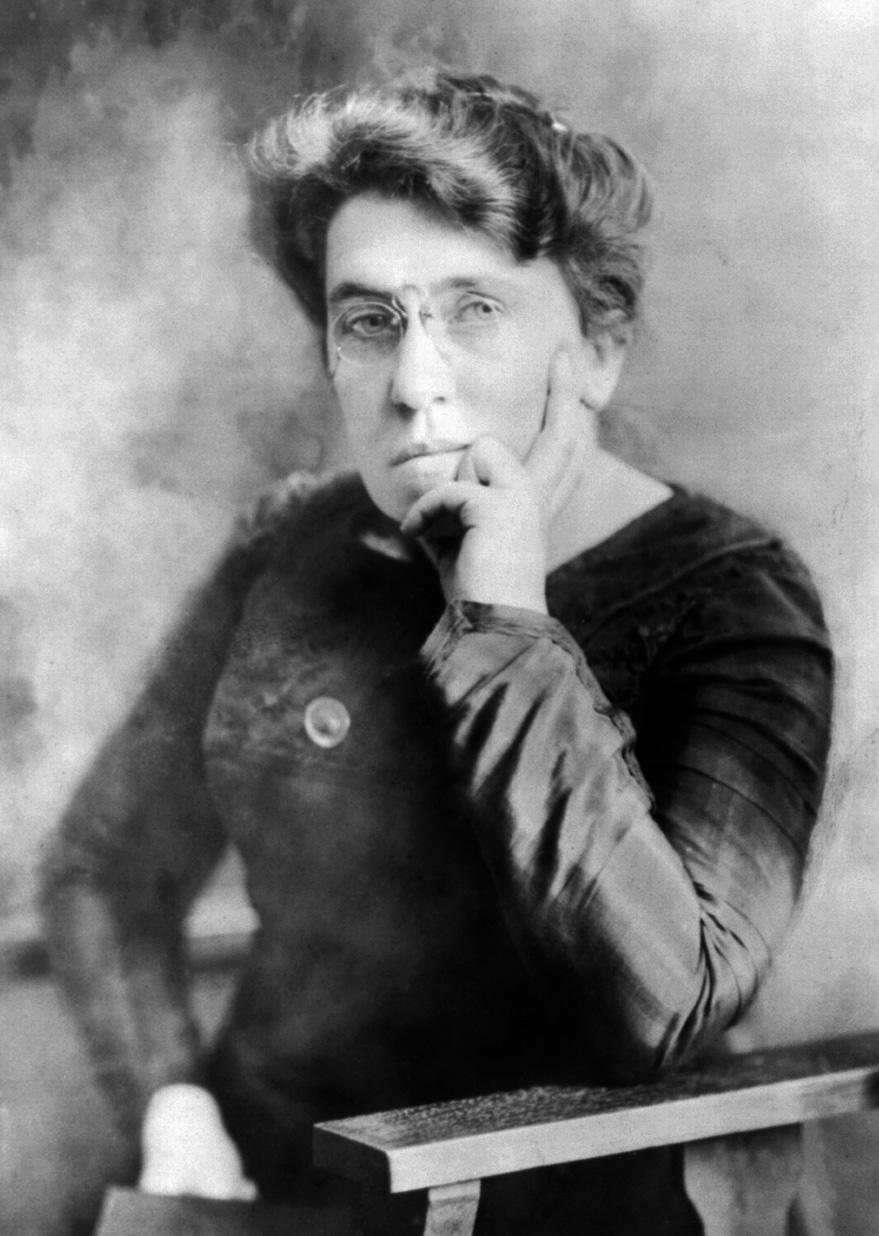
Emma Goldman.

Una aplicación de Goldman de Nietzsche a la crítica feminista ocurre en su ensayo "Víctimas de la Moralidad" en donde manifiesta que "La moralidad no tiene terrores para aquella que se ha levantado más allá del bien y el mal. Y aunque la moralidad pueda continuar devorando a sus víctimas, es absolutamente indefensa frente al espíritu moderno, el cual brilla en toda su gloria sobre la frente del hombre y la mujer, liberada y sin miedo." En la misma línea manifiesta que "sobre la frase memorable de Nietzsche 'Cuando vas a la mujer, lleva el látigo contigo' es considerada muy brutal, pero Nietzsche expresaba en una oración la actitud de la mujer hacia sus dioses... la religión, especialmente la religión cristiana, ha condenado a la mujer a la vida de una inferior, una esclava. Ha frustrado su naturaleza y ha encadenado su espíritu, pero la religión cristiana no tiene mayor apoyo, ninguno tan devoto, que la mujer. En efecto, se puede decir con seguridad que la religión hubiera dejado hace largo tiempo de ser un factor en las vidas de la gente, si no fuera por el apoyo que recibe de la mujer. Los más ardientes asistentes a la iglesia, los más incansables misioneros, son mujeres, siempre sacrificándose en el altar de los dioses que han encadenado su espíritu y esclavizado su cuerpo."
En su controversial ensayo "Minorías versus Mayorías", temas nietzscheanos claros emergen cuando manifiesta que "Si hubiera que juzgar sumariamente la tendencia de nuestro tiempo, diría simplemente: cantidad. La multitud, el espíritu de la masa, domina por doquier, destruyendo la calidad. Nuestra vida entera descansa sobre la cantidad, sobre lo numeroso: producción, política y educación... Hoy, como ayer, la pública opinión es el tirano omnipresente; hoy, como entonces, las mayorías no representan más que una masa de cobardes, prestos a aceptar aquel que encarne el espejo de su pobreza mental y espiritual... Que la masa sangra por cada paso que da, que se la roba y se la explota, lo sé tanto yo como esos que mendigan votos. Pero insisto que no es ese grupo de parásitos, sino la masa la culpable de este terrible estado de cosas. Se cuelga del cuello de sus amos y ama el látigo y es la primera en gritar: ¡crucificad! en el momento que una voz se levanta para protestar contra la sacrosanta autoridad y el capitalismo u otra institución igualmente caduca. Ya no existiría la autoridad y la propiedad privada si la masa estuviese dispuesta en convertirse en soldados, en policías, en carceleros y verdugos."

### Federica Monstseny
Federica Montseny, fue editora de la revista española anarcoindividualista  La Revista Blanca y fue quien después lograría fuertes críticas cuando mientras fue miembro de la Confederación Nacional del Trabajo (CNT)-Federación Anarquista Ibérica (FAI) aceptó posiciones en el gabinete ministerial del gobierno del Frente Popular en la Segunda República española. "Nietzsche y Stirner - así como el escritor de teatro Ibsen y el geógrafo anarquista Elisee Reclus — fueron sus escritores favoritos, de acuerdo a Richard Kern (en Red Years / Black Years: A Political History of Spanish Anarchism, 1911–1937). Kern manifiesta que ella sostuvo que ´la emancipación de la mujer llevaría a una realización más rápida de la revolución social´ y que ´la revolución contra el sexismo tendrá que venir de mujeres del futuro intelectuales y militantes´. De acuerdo con este concepto nietzschechiano de las mujeres de Federica Monstseny, la mujer podía realizar a través del arte y la literatura la necesidad de revisar sus roles propios."

## "Anarquismo existencialista"

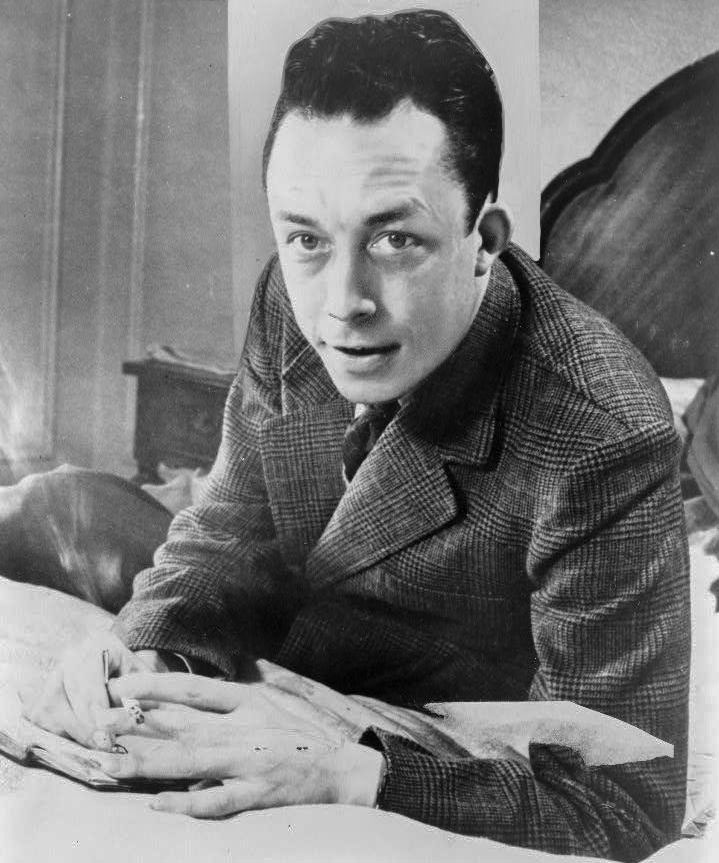
Albert Camus.

Albert Camus es a menudo nombrado como proponente de la filosofía existencialista, pero el mismo Camus rechazo esta etiqueta. También Camus es conocido como un ardiente crítico del marxismo y de los regímenes marxistas y se alineó con el anarquismo mientras también fue crítico de la sociedad capitalista moderna y del fascismo La influencia de Nietzsche sobre Camus es muy conocida y así su polémico ensayo El hombre rebelde presenta una visión anarquista de la política influida tanto por Nietzsche como por Stirner quien es tratado en ese libro. "Como Nietzsche, el mantiene una admiración especial por los valores heroicos y pesimistas griegos y por las virtudes clásicas como el coraje y el honor. Lo que tal vez podría ser llamado valores románticos también ameritan estima particular dentro de su filosofía: pasión, la absorción en el ser, la experiencia sensorial, la gloria del momento, la belleza del mundo". Albert Camus colaboró con la Federación Anarquista Francófona.

## Anarquía postizquierda y anarquismo insurreccionalista
El anarquista postizquierdista Hakim Bey, mientras explica su concepto principal del inmediatismo dice "La penetración de la vida cotidiana por lo maravilloso-la creación de situaciones- pertenece al 'principio material corpóreo', y a la imaginación, y a la viviente fabrica del presente...El individuo que realiza esta inmediatez puede ampliar el círculo del placer hasta cierto punto simplemente por medio de despertar de la hipnosis de los 'fantasmas' (tal como Stirner llamo alas abstracciones); y más bien puede ser logrado por el 'crimen'; todavía más por el doblaje del Yo en la sexualidad. De la 'Unión de autoproprietarios' de Stirner procedemos a círculo de Nietzsche de 'Espíritus libres' y de allí a las 'series pasionales' de Charles Fourier, doblando y redoblandonos a nosotros mismos incluso mientras el Otro se multiplica a sí mismo en el eros del grupo."
Una crítica nietzschechiana de la política de la identidad fue proveída por el anarcoinsurrecionalista Feral Faun en "La ideología de la victimización cuando afirma que existe una "versión feminista de la ideología de la victimizacion - una ideología que promueve el miedo, la debilidad individual (y la subsecuente dependencia en grupos de apoyo ideológicamente basados y en el apoyo de las autoridades)" pero al final "como todas las ideologías, las variedades de la ideología de la victimización son formas de conciencia falsa. El aceptar el rol social de víctima - en cualquiera de sus formas- es escoger el no siquiera crear la vida propia por uno mismo o el explorar las relaciones reales propias con las estructuras sociales. Todos los movimientos de liberación parciales - feminismo, LGBT, liberación racial, movimiento de los trabajadores, etc - definen a los individuos en término de sus roles sociales. Debido a esto, estos movimientos no solo no incluyen una reversión de perspectivas que rompa los roles sociales y permita a los individuos el crear una práctica basada en sus propios deseos y pasiones; ellos en realidad trabajan una reversión de dicha perspectiva. La 'liberación' de un rol social al cual el individuo se mantiene sujeto".

## Postanarquismo

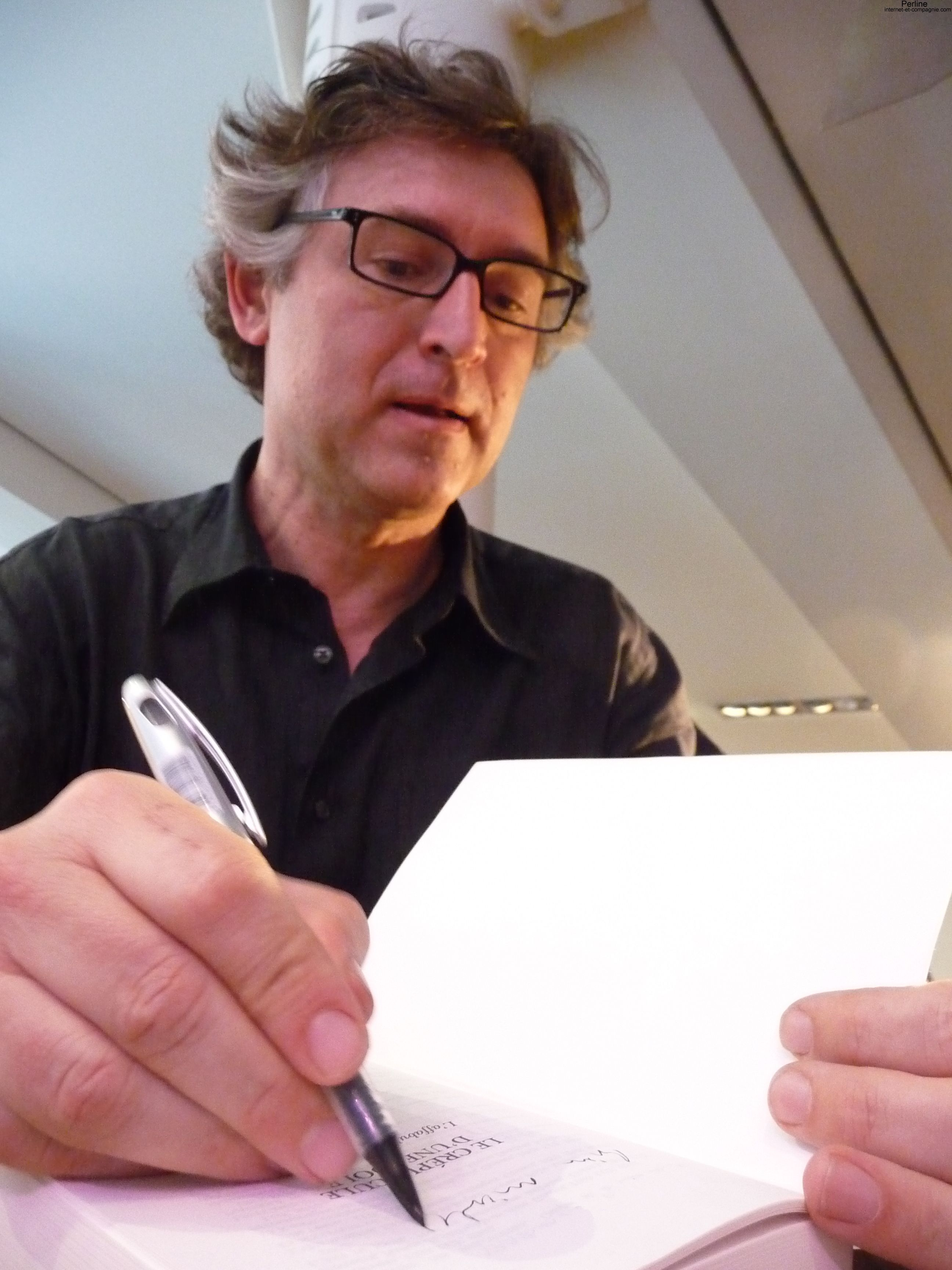
Michel Onfray.

El postanarquismo es un pensamiento híbrido del anarquismo y la filosofía postestructuralista. El postestructuralismo en sí mismo esta profundamente influido por Nietzsche en sus pensadores principales como Michel Foucault, Gilles Deleuze y Jacques Derrida la influencia temprana en estos pensadores como fue Georges Bataille. De todas formas dentro del postanarquismo el británico Saul Newman escribió un artículo llamado "El anarquismo y la política del resentimiento" en el cual el nota como Nietzsche "ve al anarquismo como envenenado en la raíz por la raíz pestilente del resentimiento - la malévola política de los débiles y despreciables, la moralidad del esclavo" y así, su ensayo decide "tomar en cuenta seriamente sus cargos contra el anarquismo". Así el propone como "el anarquismo se puede convertir en una nueva filosofía 'heroica', la cual ya no sea reactiva sino, más bien, crear valores" y propone una noción de comunidad "de poder activo - una comunidad de 'amos' en vez de una de 'esclavos'. Sería una comunidad que busque el superarse a sí misma - continuamente transformándose a sí misma y deleitándose en el conocimiento de su poder para hacer aquello." Por otro lado el proponente de un "anarquismo postmoderno" Lewis Call escribió un ensayo titulado "Hacia una Anarquía del Devenir: Nietzsche" en el cual argumenta que "a pesar de la hostilidad de Nietzsche hacia el anarquismo, sus escritos contienen todos los elementos de una política anarquista del siglo XIX... Nietzsche desata otro tipo de anarquía, una anarquía del devenir. Por medio del enseñarnos que debemos perseguir un proyecto perpetuo de autosuperación y autocreación, constantemente perdiéndonos y encontrándonos a nosotros mismos en el río del devenir, Nietzsche asegura que nuestra subjetividad será fluida y dispersa, múltiple y pluralista en vez de fija y centrada, singular y totalitaria. Estas anarquías gemelas, la anarquía crítica del sujeto y la anarquía afirmativa del devenir, forman la base de un anarquismo postmoderno".
Recientemente el filósofo anarquista y hedonista francés Michel Onfray ha abrazado el término postanarquismo para describir su acercamiento a la política y la ética. El afirma que las revueltas del Mayo Francés de 1968 fueron "una revuelta nietzscheana para poner fin a la verdad 'una', revelada, y para poner en evidencia la diversidad de verdades, en tanto hacer desaparecer las ideas ascéticas cristianas y ayudar que aparezcan nuevas posibilidades de existencia". En 2005 publica el ensayo De la sagesse tragique - Essai sur Nietzsche el cual puede ser traducido como Sobre la sabiduría trágica- Ensayo sobre Nietzsche.